# Galitos Futebol Clube
O Galitos Futebol Clube é uma equipa profissional de basquetebol, localizada na Quinta da Lomba, concelho do Barreiro, Portugal que atualmente disputa a  Proliga. Os seus maiores triunfos foram dois vice-campeonatos, o da Supertaça de Portugal em 2014-15 e na Taça de Portugal de Basquetebol em 2013-14 em ambas finais, derrotado pelo Benfica.

## Temporada por temporada
| Temporada | Nível | Liga    | Posição | Pós-temporada             |
| --------- | ----- | ------- | ------- | ------------------------- |
| 2005-06   | 3     | CNB1    | 2       | Promovidocampeão          |
| 2006-07   | 2     | Proliga | 12      |                           |
| 2007-08   | 2     | Proliga | 13      |                           |
| 2008-09   | 2     | Proliga | 3       | Semifinalista             |
| 2009-10   | 2     | Proliga | 7       | Quartos de final          |
| 2010–11   | 2     | Proliga | 2       | Quartas de finais         |
| 2011–12   | 2     | Proliga | 7       | Promovido                 |
| 2012–13   | 1     | LPB     | 11      |                           |
| 2013–14   | 1     | LPB     | 10      |                           |
| 2014-15   | 1     | LPB     | 10      |                           |
| 2015-16   | 1     | LPB     | 6       | Quartas de finais         |
| 2016-17   | 1     | LPB     | 5       | Quartos de final          |
| 2017-18   | 1     | LPB     | 7       | Quartos de finais         |
| 2018-19   | 1     | LPB     | 9       |                           |
| 2019-20   | 1     | LPB     | 6*      | A época não chegou ao fim |
| 2020-21   | 1     | LPB     | 11º     | Despromovido              |
| 2021-22   | 2     | Proliga | 1º      | Meias Finais              |
| 2022-23   | 2     | Proliga | 1º      | Meias Finais              |

## Artigos relacionados
- Liga Portuguesa de Basquetebol
- Proliga
- Supertaça de Portugal de Basquetebol